# Aphaniosoma creperum
Aphaniosoma creperum är en tvåvingeart som beskrevs av Collin 1949. Aphaniosoma creperum ingår i släktet Aphaniosoma och familjen gulflugor.
Artens utbredningsområde är Egypten. Inga underarter finns listade i Catalogue of Life.